# Глебово (Большесельский район)
Глебово — деревня в Вареговском сельском поселении Большесельского района Ярославской области.

## Население
По данным статистического сборника «Сельские населенные пункты Ярославской области на 1 января 2007 года», в деревне Глебово проживает 1 человек. По топокарте 1975 года в деревне проживало 5 человек.

## География
Деревня находится на восток от районного центра Большое Село, к югу от Варегова болота, вблизи границы Большесельского района с Тутаевским и Ярославским районами. Она стоит на автомобильной дороге из Ярославля на Большое Село. На расстоянии около 6 км к западу от Глебово, в сторону Большого Села, на дороге стоит деревня Варегово. На расстоянии около 7 км в противоположную сторону на дороге стоит деревня Залужье, которая находится уже в Тутаевском районе. К северу от Глебово на расстоянии 1,5—2 км непосредственно на краю Варегова болота находится компактно расположенная группа деревень Марьино, Слугинское, Радышково и Еськино. К юго-востоку от Глебово на расстоянии около 1,5 км стоят деревни Зманово и Ваньково, а на расстоянии около 1 км к юго-западу деревни Игрищи и Подоль, которые находятся уже в Ярославском районе. В Глебово имеется геодезический знак с отметкой высот 173,0 м. Деревня находится в центре небольшого поля, окружённого лесами.